# Ponte Velha do Centro Histórico de Mostar
Stari Most (em bósnio/croata/sérvio Stari most/Стари мост, "Ponte Velha") é uma ponte do século XVI na cidade de Mostar, Bósnia e Herzegovina, que cruza o rio Neretva e liga as duas partes da cidade. A Ponte Velha permaneceu firme por 427 anos, até ser destruída em 9 de novembro de 1993, na Guerra da Bósnia. Logo depois, um projeto foi feito a fim de reconstruí-la, sendo a ponte reaberta em 23 de julho de 2004.

## Construção
A ponte original foi construída por Solimão, o Magnífico, em 1557 a fim de realocar uma antiga ponte suspensa de madeira, bastante instável. A construção demorou nove anos, sendo terminada entre 19 de julho de 1566 e 7 de julho de 1567. Pouco se sabe sobre os responsáveis, mas acredita-se que seu projetista foi Mimar Hayruddin, um arquiteto otomano.

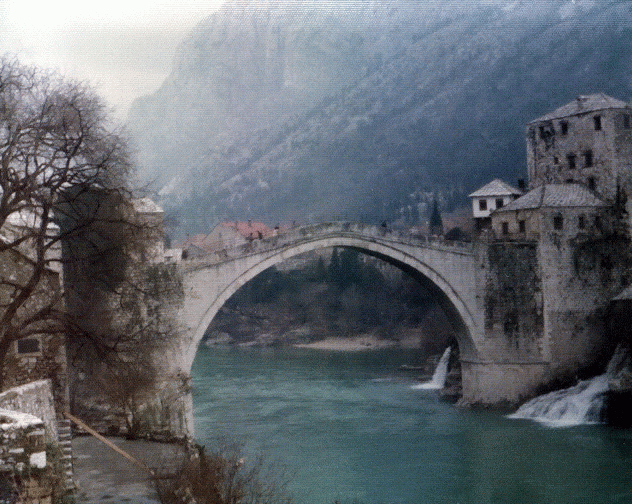
Foto da ponte original, década de 1970.

## Destruição

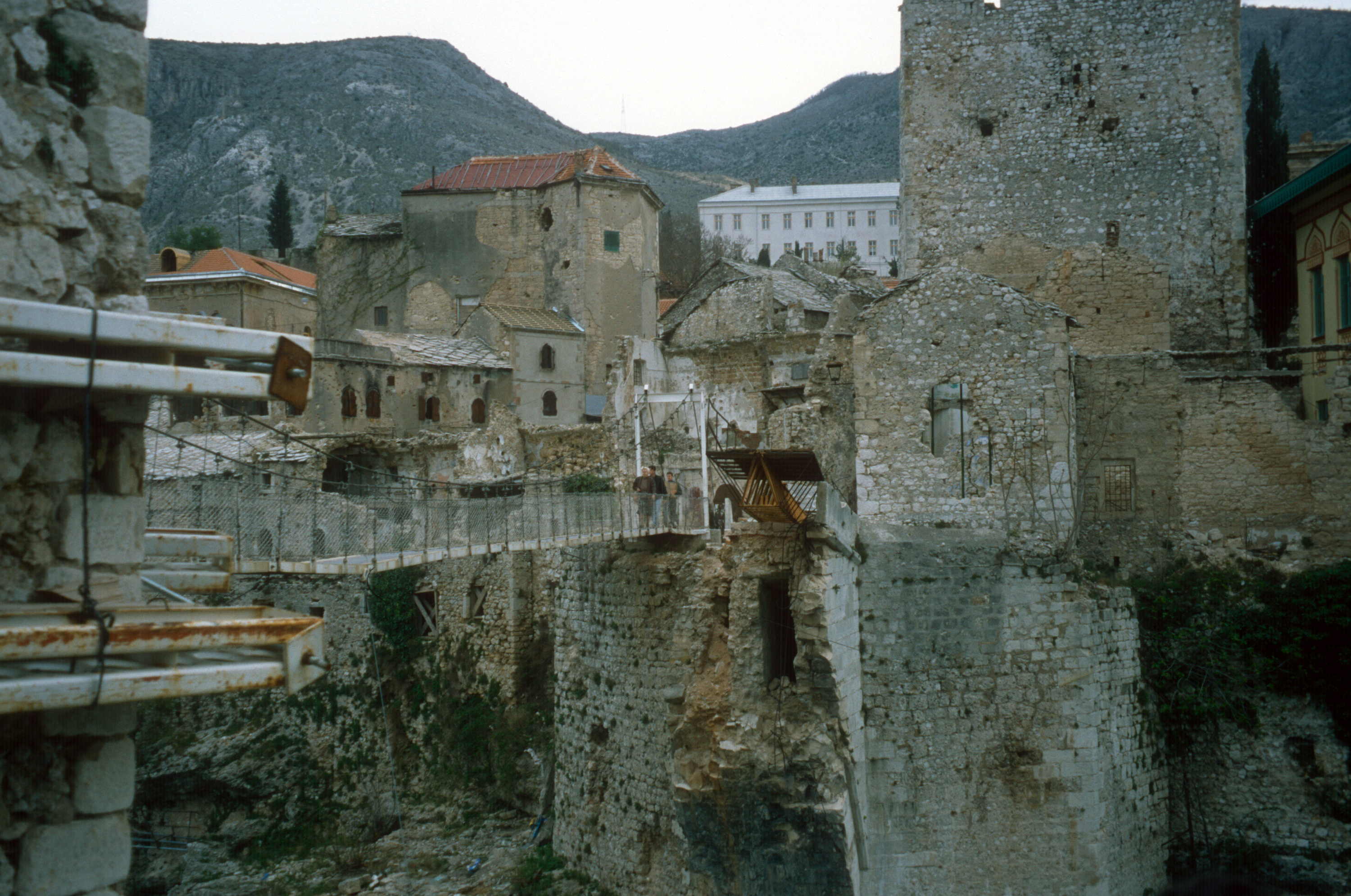
A ponte temporária

Com a destruição da ponte, outra, temporária foi erguida. A responsabilidade da destruição da ponte é da artilharia de fogo Bósnia-Croata, durante a Guerra da Bósnia

### Reconstrução

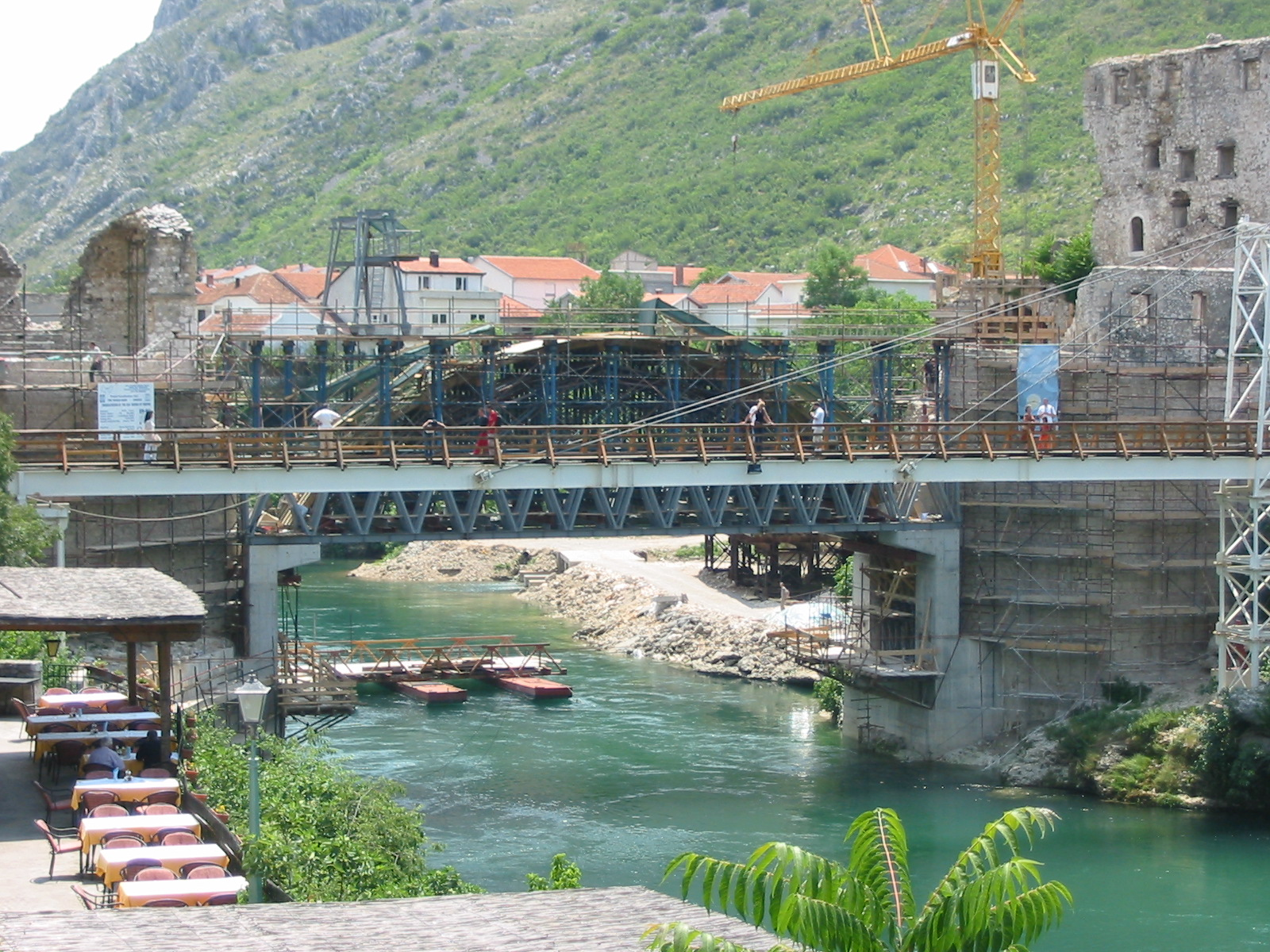
Ponte sendo reconstruída, em 2003

Com o final da guerra, planos foram feitos para reconstruir a ponte. O Banco Mundial, a UNESCO, a Instituição Aga Khan Trust for Culture e o Fundo Mundial de Monumentos realizaram uma coalizão para supervisionar a reconstrução da ponte. Fundos adicionais vindos da Itália, Holanda, Turquia, Croácia e do Conselho do Banco de Desenvolvimento Europeu, bem como do governo Bósnio também foram utilizados.

## Mergulho
É uma tradição entre os jovens da cidade, pular da ponte no rio Neretva. Como o Neretva é muito frio, isto é muito arriscado e apenas os mais experientes e treinados fazem esta tentativa. A prática data de tempos antigos, mas o primeiro pulo registrado é datado de 1664. Em 1968 uma competição de mergulho teve início em todo verão. A primeira pessoa a pular da ponte desde que foi reaberta foi Enej Kelecija, um local que hoje em dia mora nos Estados Unidos.